# دافييد بينغهام
دافييد بينغهام (بالإنجليزية: David Bingham)‏ (19 أكتوبر 1989 في الولايات المتحدة - ) هو لاعب كرة قدم أمريكي في مركز حراسة المرمى. شارك مع منتخب الولايات المتحدة لكرة القدم. أما مع النوادي، فقد لعب مع سان خوسيه إيرثكويكس وسان أنتونيو سكوربيونز وStrømmen IF ‏.

## وصلات خارجية
- دافييد بينغهام على موقع الدوري الأمريكي (الإنجليزية)
- دافييد بينغهام على موقع قاعدة بيانات كرة القدم.إي يو (الإنجليزية)
- دافييد بينغهام على موقع ناشيونال فوتبول تيمز (الإنجليزية)
- دافييد بينغهام على موقع Soccerway.com (الإنجليزية)
- دافييد بينغهام على موقع عالم كرة القدم.نت (الإنجليزية)
- دافييد بينغهام على موقع AS.com (الإسبانية)